# Арабият, Сулейман
Сулейман Арабият (англ. Suleiman Arabiyat; 1 августа 1938, Ас-Сальт — 23 октября 2013) — иорданский профессор, писатель и политик, министр сельского хозяйства (1989—1990).

## Биография
Сулейман Арабият родился в иорданском городе Ас-Сальт в 1938 году. В начале 1970-х годов он стал профессором и научным сотрудником Иорданского университета, и присоединился к только что созданному факультету сельского хозяйства. В 1989 году Арабият был деканом этого факультета. Он также был ректором Al-Balqa` Applied University и Mutah University.
На протяжении жизни Арабият занимал различные должности в министерстве сельского хозяйства, а в 1989—1990 годах был министром сельского хозяйства.
Арабият был членом нескольких академических комитетов и редакционных коллегий научных и университетских журналов. Кроме того, он опубликовал ряд научных работ и исследований в национальных и международных научных журналах.
Сулейман Арабият умер 23 октября 2013 года.